# 名雪佳代
名雪 佳代（なゆき かよ、1981年11月29日 - ）は、日本の女優、タレント、モデル。本名同じ。千葉県銚子市出身。2019年までオスカープロモーションに所属しており、現在はフリーで活動。

## 来歴・人物
- 読者モデル（18歳）から芸能界入り。それまでは音大生だった（フェリス女学院大学音楽学部声楽学科）。
- 深作欣二監督の遺作となった「バトル・ロワイアルII 鎮魂歌」では、数多くの一般公募から選ばれた監督の最後の教え子とされ注目を浴びる。その映画では役柄上出番が少ないものの、キャラクターデータでは、七原秋也を凌ぐ作品中最強キャラクター。
- その後、日刊ゲンダイ　ゲンダイネット主催第一回ミスコンテストにおいて、一般人気投票により『ミス・ゲンダイ美人部門』グランプリを得る。それによるイベント出演、グラビア出演がある。
- 彼女の音楽的才能は音大生という肩書きしか分からないが、beatmaniaIIDX11 IIDX REDではサウンドスタッフであるTatshの目に留まり、彼が作曲した「Sphere」という楽曲で作詞と歌を披露（名義は「K.Nayuki」）。また別名義（非公表）で作曲・脚本も手がける。
- 舞台『レディー・ゴー!』では奇抜なレディース総長を演じた。それまで二枚目と思われていたが、終始三枚目のキャラクターを演じた（舞台の専用ブログは下記）。
- 舞台『MIMICRY』では初のヒロイン。舞台稽古風景の動画ブログを頻繁に更新していた。
- 舞台『CHORIKO』では2度目のヒロイン。監督はヨリコ ジュンと同じ。演技上終盤は泣かなければならないと、ブログでスッピン動画を披露。役作りの為に体重を減らす。
- 2010年から2011年の始めに掛けて、立て続けにヒロイン役を務めたことに関して、彼女は「これは序章、何かのフラグが立ったに違いない」と、今後予定されている舞台に向けて肉体改造を行うと宣言している。
- 本人は多趣味で、その中でもゲームが趣味と公言しており、特にFFシリーズ、無双シリーズ、オンラインゲームを好む。ゲーム機はニンテンドーDS、PSP、PS2、PS3、PS4を持っている。
- 2011年は写真を趣味にするらしく、一眼レフデジタルカメラ（Nikon)とデジタルカメラ（Panasonic）を毎日所持している。
- 舞台『I AM A HUMAN』に急遽ゲスト出演が決定。これまでヒロイン続きだった彼女に、作品に更に笑いを加えるべく、コメディ・お笑い・完全アドリブを託された。
- 本人はかなりの機械ブレイカーであり、話題となっている。年に2回以上携帯を壊し、家電（テレビ、DVDプレイヤー、PCのモニターなど）を原因不明で壊す。
- ロミオとジュリエットを模倣させる舞台「プール・サイド・ストーリー」では、モンタギューに相当する役を演じた。眼鏡に白衣姿の男子水泳部顧問教師だった。その魅力で男子水泳部員を翻弄しながらも、作品上では自分の子供の“ロミオ”と“ジュリエット”を両方失うという、辛い立場を演じた。
- 現在も声楽のレッスンを音大の教授に師事しており、声楽講師、ボイストレーニングの講師の資格を習得。
- 特技はピアノ、声楽、殺陣、英会話、ボウリング、テニス。

## 出演

### 映画
- バトル・ロワイアルII 鎮魂歌（2003年7月5日） 女子23番 善山絵里 役
- day alone 〜マノーラと姫ちゃん〜（2005年、エイベックス） キャンギャル 役
- ゲキアツ〜真夏のエチュード〜（2011年8月） 里佳 役
- 麒麟の翼（2012年1月） 新聞記者 役
- 風俗行ったら人生変わったwww（2013年6月）
- 仲間（2015年）
- 短編映画「最後のクロッポコ人」(2022年1月)　主演　真由美 役

### テレビ
- TOKYO MX 「爆釣天国!」 アシスタント
- 日本テレビ系列 「特命リサーチ200X」
- TBS系列 ドキュメンタリー特番「ブラックジャック〜ロシア上空の救出劇〜」 田中由美 役
- 葛飾CATV　「下町ワイド　お店最前線」　レポーター
- SONYメモリースティックWEBドラマ 「LOVE ON」（2009年） 秘書 役 ※主演：桐山漣
- フジテレビ系列 「最高の離婚」 第9話（2013年）
- フジテレビ系列 土曜プレミアム「世にも奇妙な物語'13 秋の特別編」『0.03フレームの女』（2013年） 編成部の女 役
- TBS系列 「クロコーチ」 第2話（2013年） 婦警 役
- CX系 金曜プレステージ「外科医鳩村周五郎12」（2013年）
- 携帯ドラマ 「I love you」 幼稚園先生 役
- AX 「奇跡の教室」 （2014年）
- NHK大河ドラマ 「軍師官兵衛」 （2014年）
- NHK連続テレビ小説 「まれ」 （2015年）

### 舞台
- 高橋いさを作品「レディ・ゴー!」（2005年）　レディース総長亮子 役
- ヨリコ ジュン作品「MIMICRY」（2010年）　千草鳴海（ヒロイン） 役
- ヨリコ ジュン作品「CHORIKO」（2010年）　金南千尋（ヒロイン） 役
- 鄭光誠作品「HERO〜命×命」（2010年 - 2011年）　真家留美子（ヒロイン） 役
- 高橋宏作品「I AM A HUMAN」（2011年6月）　ゲスト出演
- 高橋いさを作品「プール・サイド・ストーリー」（2011年8月） 松任谷由美子 役
- 入江おろぱ作品「See You PA」（2012年6月）　ゆり 役
- ヨリコ ジュン作品「anarchist」（2013年2月）　木俣韓神 役
- STRAYDOGプロデュース作品 森岡利行演出「問題のない私たち2014」（2014年8月）　山下寛子 役
- 別世界カンパニープロデュース作品 伊木輔演出「ロミオ&ジュリエット2015」（2015年1月）　乳母 役
- FPアドバンスプロデュース作品 森洋大演出「新選組外伝〜馳せし蒼へ響き渡れ〜」（2015年1月）　大石鍬次郎 役
- 井上泰治作・監督　時代劇「ひいらぎ～白鷺篇～」（2019年6月）　吉原太夫 役
- 高橋いさを作品「正太くんの青空」（2022年1月）眞弓役

### CM
- 三菱地所（2002年）
- JT 桃の天然水（2002年）
- ワークウェイ（四国ローカル）「何とかして金村さん!!」篇（2006年）
- 楽天証券 ウェブCM（2007年）
- 太田パチンコ 店頭CM（2007年） OL 役
- エルセーヌ ウェブCM（2007年）
- 国内線JAL 機内CM (2021年)
- グランドニッコーお台場 ウェブCM (2021年)

### モデル
- 男性ファッション雑誌「BiDaN」
- 別冊「男のイマドキヘア」
- 「SILVER」
- 「BiJiN　スタイル」
- 「香水バイブル」
- 「小顔バイブル」
- 「EPSON」
- 首都圏情報誌「Poco'ce」表紙
- 「特ダネトップ」 表紙グラビア
- 「遊びの達人」 表紙グラビア
- 「UNITED COLORS OF BENETTON」（2009年 - ） モデルコンペ日本人代表
- サロン「Anju」（2009年 - ） イメージモデル
- 「ほんだまっぷる」春号（2011年3月 - 5月） 表紙&特集モデル
- 「studio F」（2009年 - ） イメージモデル
- 「週刊女性」（2012年 - ） 『大野屋』タイアップイメージモデル
- 「PIXTA・ストックフォト」（2013年12月 - ） イメージモデル

### ステージ
- 「ファッションライブ　IN　ヴェルファーレ2002」
- 「着物ドライヴィン2002 IN　国際フォーラム」
- 「アジアビューティーエキスポ2003 inパシフィコ横浜」
- 「被災地を元気に!Reb Bull Rising Spirit in イオン銚子」
- 「朗読ライブ one time of jewel 色街の蝶」（2014年10月） 西田時子 役
- 「朗読ライブ one time of jewel 神様ノート。」（2014年11月） ナレーション 役
- 「朗読ライブ one time of jewel Kiss of Sniper season.1』（2014年12月） 飯島警部 役
- 「朗読ライブ one time of jewel Kiss of Sniper season.2』（2015年1月） 飯島警部 役

### MC
- テレビ朝日 「ハワイ特集」 ナレーション
- 銚子市産業まつり（2010年10月30日） メインMC・司会

### ラジオ
- 「名雪佳代のWanna Be Radio」（2008年 - 2009年、AMEBA）

## 作品

### CD
- KONAMI　beatmaniaIIDX11 IIDX RED 『Sphere』作詞＆歌（名義は「K.Nayuki」）

### DVD
- 映画「バトル・ロワイアルII 鎮魂歌」完全版
- 映画「バトル・ロワイアルII 鎮魂歌」REVENGE
- 映画「バトル・ロワイアルII 鎮魂歌」BONUS DISC
- 映画「day alone 〜マノーラと姫ちゃん〜」
- 映画「ゲキアツ〜真夏のエチュード〜」
- 舞台「SEE YOU PA」
- ホラーDVDシリーズ「実際にあった呪われたDVD怪」「老婆の姿」主演
- 映画「風俗行ったら人生変わったwww」

### 書籍
- 七原秋也×鹿之砦中学3年B組 バトル・ロワイヤルII 戦友白書＆DVD

### グッズ
- バトル・ロワイアルII 鎮魂歌カードゲーム
- 舞台「HERO〜命×命〜」プロマイド3枚入り